# Школа жизни (альбом)
«Школа жизни» — первый концертный альбом группы «Ноль». Состоит из концертных записей 1987-1990-х годов. Официально издался фирмой «Отделение Выход» в 1996 году. В 2003 году фирма выпускает обновлённое переиздание на двух дисках с добавленным французским концертом 1991 года.
Первая концертная запись группы «Ноль» продемонстрировала возможности Фёдора Чистякова в области баянных импровизаций (заменивших у него импровизации гитарные), созданных путём «аппликации» многочисленных музыкальных цитат из самых разнородных источников от частушек и городского фольклора до классики джаза.

## Список композиций
| №                   | Название                                   | Время и место записи                  | Длительность |
| ------------------- | ------------------------------------------ | ------------------------------------- | ------------ |
| 1.                  | «Вступление»                               | пос. Шушары, 16.05.1987               | 1:18         |
| 2.                  | «Сказка о колбасе»                         | пос. Шушары, 16.05.1987               | 3:00         |
| 3.                  | «На 90 градусов ниже нуля»                 | пос. Шушары, 16.05.1987               | 6:35         |
| 4.                  | «Я уже человек»                            | пос. Шушары, 16.05.1987               | 3:36         |
| 5.                  | «Инвалид нулевой группы»                   | пос. Шушары, 16.05.1987               | 4:45         |
| 6.                  | «Школа жизни»                              | пос. Шушары, 16.05.1987               | 3:33         |
| 7.                  | «Коммунальные квартиры»                    | пос. Шушары, 16.05.1987               | 4:49         |
| 8.                  | «Мы идём пить квас»                        | ДК им. Горбунова (Москва), 06.03.1988 | 2:41         |
| 9.                  | «СПИД»                                     | ДК им. Горбунова (Москва), 06.03.1988 | 4:10         |
| 10.                 | «Наши лица»                                | ДК им. Горбунова (Москва), 06.03.1988 | 4:01         |
| 11.                 | «Доктор Хайдер»                            | ДК им. Горбунова (Москва), 06.03.1988 | 3:28         |
| 12.                 | «Гадюка»                                   | ЛДМ (V Рок-фестиваль), 06.06.1987     | 4:33         |
| 13.                 | «Лёгкая эротика»                           | ЛДМ (V Рок-фестиваль), 06.06.1987     | 2:51         |
| 14.                 | «Любовь ушла»                              | ЛДМ (V Рок-фестиваль), 06.06.1987     | 3:05         |
| 15.                 | «Кислотный дождь»                          | ЛДМ (V Рок-фестиваль), 06.06.1987     | 3:34         |
| 16.                 | «Как оно есть» (слова - Анатолий Платонов) | ЛДМ (V Рок-фестиваль), 06.06.1987     | 7:34         |
| 17.                 | «Граница, стоять!»                         | ЛДМ (V Рок-фестиваль), 06.06.1987     | 5:35         |
| Общая длительность: | Общая длительность:                        | Общая длительность:                   | 1:09:08      |

| №                   | Название                                        | Время и место записи | Длительность |
| ------------------- | ----------------------------------------------- | -------------------- | ------------ |
| 1.                  | «Буги-вуги каждый день» (слова - Майк Науменко) | ЛДМ, 01.03.1990      | 4:00         |
| 2.                  | «Коммунальные квартиры»                         | ЛДМ, 01.03.1990      | 4:38         |
| 3.                  | «Пушки - в зад!»                                | ЛДМ, 01.03.1990      | 3:25         |
| 4.                  | «Болты, вперед!»                                | ЛДМ, 01.03.1990      | 4:42         |
| 5.                  | «Инвалид нулевой группы»                        | ЛДМ, 01.03.1990      | 9:05         |
| 6.                  | «Школа жизни»                                   | ЛДМ, 01.03.1990      | 7:22         |
| Общая длительность: | Общая длительность:                             | Общая длительность:  | 33:12        |

## Участники записи
- Фёдор Чистяков — вокал, баян
- Георгий Стариков — гитара
- Дмитрий Гусаков — бас-гитара
- Сергей Шарков — барабаны (CD1 8-11)
- Алексей Николаев — барабаны (CD1 2-7, 12-17, CD2 1-6)